# اولی بکینگسایل
اولی بکینگسایل (انگلیسی: Oli Beckingsale؛ زادهٔ ۷ ژوئن ۱۹۷۶) دوچرخه‌سوار اهل بریتانیا است. وی بازی‌های المپیک تابستانی ۲۰۰۴ و ۲۰۰۸ شرکت کرده است.